# Maximilian du Prel

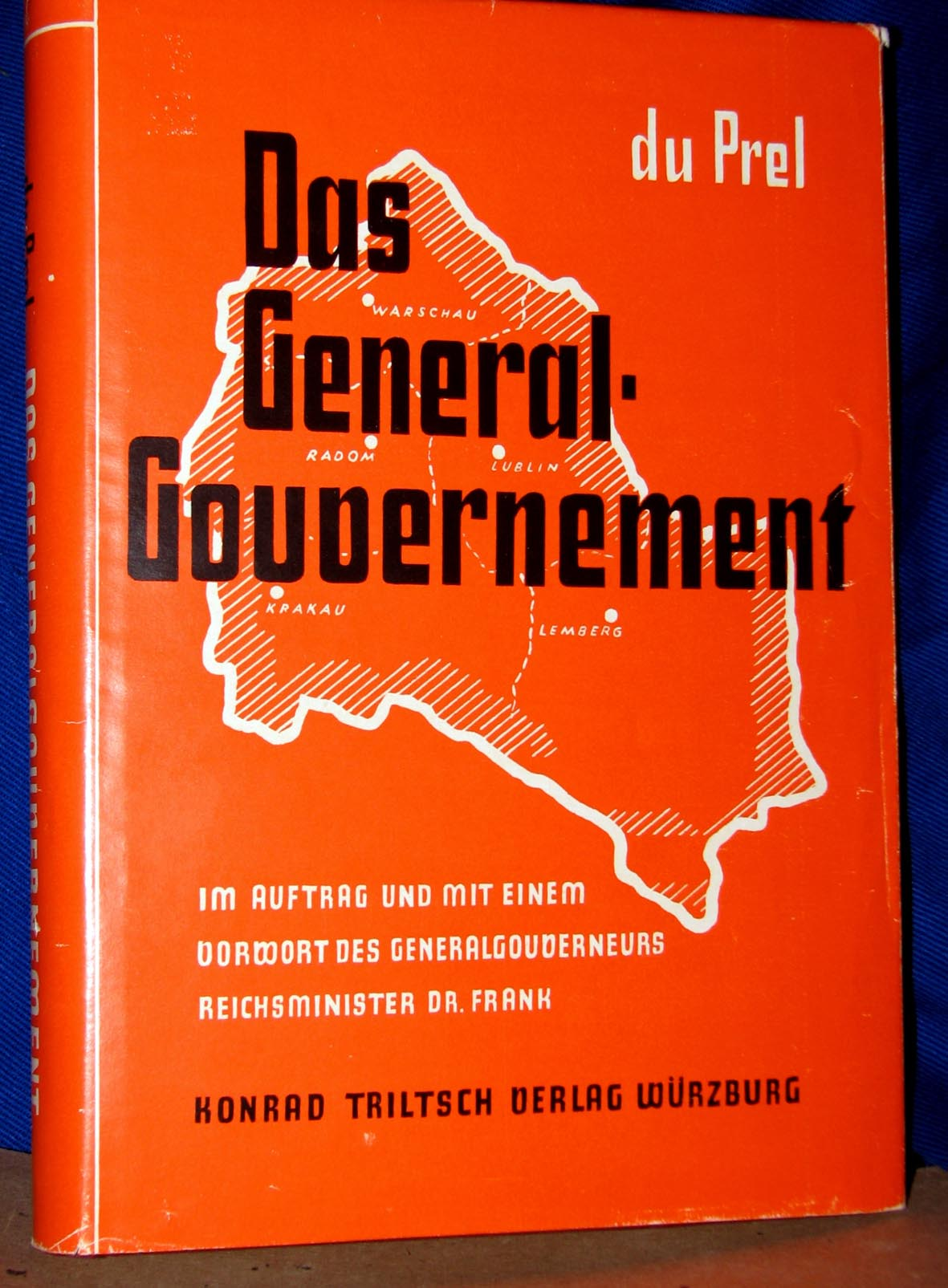
„Das Generalgouvernement“ aus dem Jahre 1942

Maximilian Freiherr du Prel (* 7. Mai 1904 in München; † 4. Juli 1945 in Bad Tölz; vollständiger Name Maximilien Auguste Raymond Friedrich Marie Georg du Prel, marquis d'Erpeldange, baron de Chapois) war ein deutscher Jurist, Autor, hoher NSDAP-Funktionär, Schriftleiter des Völkischen Beobachters und SS-Angestellter (Sturmbannführer) in der Verwaltung des Generalgouvernements.

## Leben
Maximilian du Prel entstammt der Adelsfamilie du Prel. Er war ein Neffe des okkultistischen Autors Carl du Prel. Nach dem Besuch des humanistischen Gymnasiums war er von 1917 bis 1918 Page bei der Königlich-Bayrischen Pagerie in München. Ab 1920 war er Mitglied völkischer Verbände wie dem Deutschvölkischen Schutz- und Trutzbund. Im Jahre 1923 beteiligte er sich als Mitglied des Bundes Oberland am Hitlerputsch in München. Mehrere Monate betätigte er sich 1924 bei der Schwarzen Reichswehr und war danach über drei Jahre im „Passagedienst“ bei Fluglinien tätig. Danach studierte er Jura. Im Juli 1931 promovierte er an der Universität Erlangen zum Dr. jur.
Für den Reichspressechef Otto Dietrich war du Prel bereits seit Anfang 1932 in München tätig. Der NSDAP trat du Prel zum 1. Februar 1932 bei (Mitgliedsnummer 916.347). Anfang Januar 1933 wurde er Schriftleiter des Völkischen Beobachters. Ab September 1933 leitete er das Presseamt des Bundes Nationalsozialistischer Deutscher Juristen. Ab November 1933 leitete er das Zeitschriften- und Presseamt. Zudem fungierte er als Pressechef der Deutschen Rechtsfront. Ab 1934 amtierte er als Reichsamtsleiter der Reichspressestelle der NSDAP. 1938 wurde er mit dem NSDAP-Dienstrang „Reichshauptstellenleiter“ bezeichnet.
Nach Ausbruch des Zweiten Weltkrieges war du Prel von Oktober 1939 bis Juli 1940 Abteilungsleiter für Presse und Propaganda im Amt des Generalgouverneurs Hans Frank im besetzten Polen. Er leitete auch das Referat für Kulturpolitik im Institut für Deutsche Ostarbeit. Zwischenzeitlich war du Prel im November 1940 der SS beigetreten (SS-Nummer 382.321). In der SS stieg du Prel Ende Januar 1941 zum SS-Sturmbannführer auf.
Im Jahre 1941 begründete er im Auftrag des Reichsministerium für Volksaufklärung und Propaganda (RMVP) die Union Nationaler Journalistenverbände (UNJ) der faschistischen Länder. Er war auch der Generalsekretär der UNJ. Du Prel war weiterhin Mitglied des „Kleinen Führerrates“ des RDP und des Pressegerichtshofes des Deutschen Reiches. Sein Tod 1945 ist ungeklärt.

## Schriften
- Zeitung und Zeitungsbeitrag in Urheberrecht unter besonderen Berücksichtigung der Abgrenzung der Zeitung von der Zeitschrift und der Zeitungsbildberichterstattung Juristische Dissertation an der Universität Erlangen, München 1931.
- (Hrsg.): Die Polen vor Berlin – Deutschland im Spiegel der polnischen Kriegspropaganda. Bearbeitung Herbert Drescher. Krakau 1940.
- Das Deutsche Generalgouvernement Polen – Ein Überblick über Gebiet, Gestaltung und Geschichte Krakau 1940.
- Die Niederlande im Umbruch der Zeiten – Alte und neue Beziehungen zum Reich, Im Auftrag des Reichskommissars f. d. besetzten niederländischen Gebiete, Seyss-Inquart Würzburg 1941.
- Das Generalgouvernement, Im Auftrag und mit einem Vorwort des Generalgouverneurs Reichsministers Dr. Hans Frank Würzburg 1942.
- Herausgeber: Schriftenreihe des Instituts zur Erforschung und Förderung des internationalen Pressewesens der Union nationaler Journalistenverbände Nürnberg.